# Therizinosaurus
Therizinosaurus (do latim "lagarto foice") é um gênero de grandes terizinossaurídeos que viveu na Ásia durante o período Cretáceo Superior, no que hoje é a Formação Nemegt, cerca de 70 milhões de anos atrás. Ele contém uma única espécie, Therizinosaurus cheloniformis. Os primeiros fósseis de Therizinosaurus foram encontrados em 1948 por uma expedição mongol no Deserto de Gobi e posteriormente descritos por Evgeny Maleev em 1954. O gênero é conhecido apenas por alguns ossos, incluindo ungueais manuais gigantescos (ossos das garras), de onde vem seu nome, além de descobertas adicionais que incluem elementos dos membros anteriores e posteriores, encontrados entre as décadas de 1960 e 1980.
O Therizinosaurus era um terizinossaurídeo colossal, que podia atingir de 9 a 10 metros de comprimento e 4 a 5 metros de altura, pesando possivelmente mais de 5 toneladas. Como outros terizinossaurídeos, seria um animal de movimento lento, pescoço longo e alimentador em altura, equipado com uma ranfoteca (bico córneo) e um tronco largo para processar alimentos. Seus membros anteriores eram particularmente robustos e tinham três dedos com ungueais que, ao contrário de outros parentes, eram muito rígidos, alongados e apresentavam curvaturas significativas apenas nas pontas. O Therizinosaurus tinha os maiores ungueais manuais conhecidos de qualquer animal terrestre, alcançando mais de 50 cm de comprimento. Seus membros posteriores terminavam em quatro dedos funcionais que suportavam peso, diferindo de outros grupos de terópodes em que o primeiro dedo era reduzido a uma garra vestigial, além de se assemelhar aos sauropodomorfos muito distantemente relacionados.
Ele foi um dos últimos e maiores representantes de seu grupo único, os Therizinosauria (anteriormente conhecidos como Segnosauria; os segnosauros). Durante e após sua descrição original em 1954, o Therizinosaurus teve relações taxonômicas bastante complexas devido à falta de espécimes completos e parentes conhecidos na época. Maleev acreditava que os fósseis de Therizinosaurus pertenciam a um grande réptil semelhante a uma tartaruga, e também nomeou uma família separada para o gênero: Therizinosauridae. Mais tarde, com a descoberta de parentes mais completos, acreditou-se que Therizinosaurus e seus semelhantes representavam algum tipo de sauropodomorfos do Cretáceo Superior ou ornitisquianos transicionais, embora em algum momento tenha sido sugerido que poderia ser um terópode. Após anos de debate taxonômico, no entanto, ele agora está colocado em um dos principais clados de dinossauros, Theropoda, especificamente como maniraptorano. O Therizinosaurus é amplamente classificado dentro de Therizinosauridae pela maioria das análises.
Os braços incomuns e a anatomia corporal (extrapolados a partir de parentes) do Therizinosaurus foram citados como um exemplo de evolução convergente com os calicoteríneos e outros mamíferos primariamente herbívoros, sugerindo hábitos alimentares semelhantes. As garras manuais alongadas do Therizinosaurus eram mais úteis para puxar vegetação para perto do alcance do que para ataques ou defesa ativa, devido à sua fragilidade; entretanto, elas podem ter tido algum papel de intimidação. Seus braços também eram particularmente resistentes ao estresse, o que sugere um uso robusto desses membros. O Therizinosaurus era um animal muito alto, provavelmente tendo uma competição reduzida pela folhagem em seu habitat e superando predadores como o tiranossaurídeo Tarbosaurus.

## Descoberta

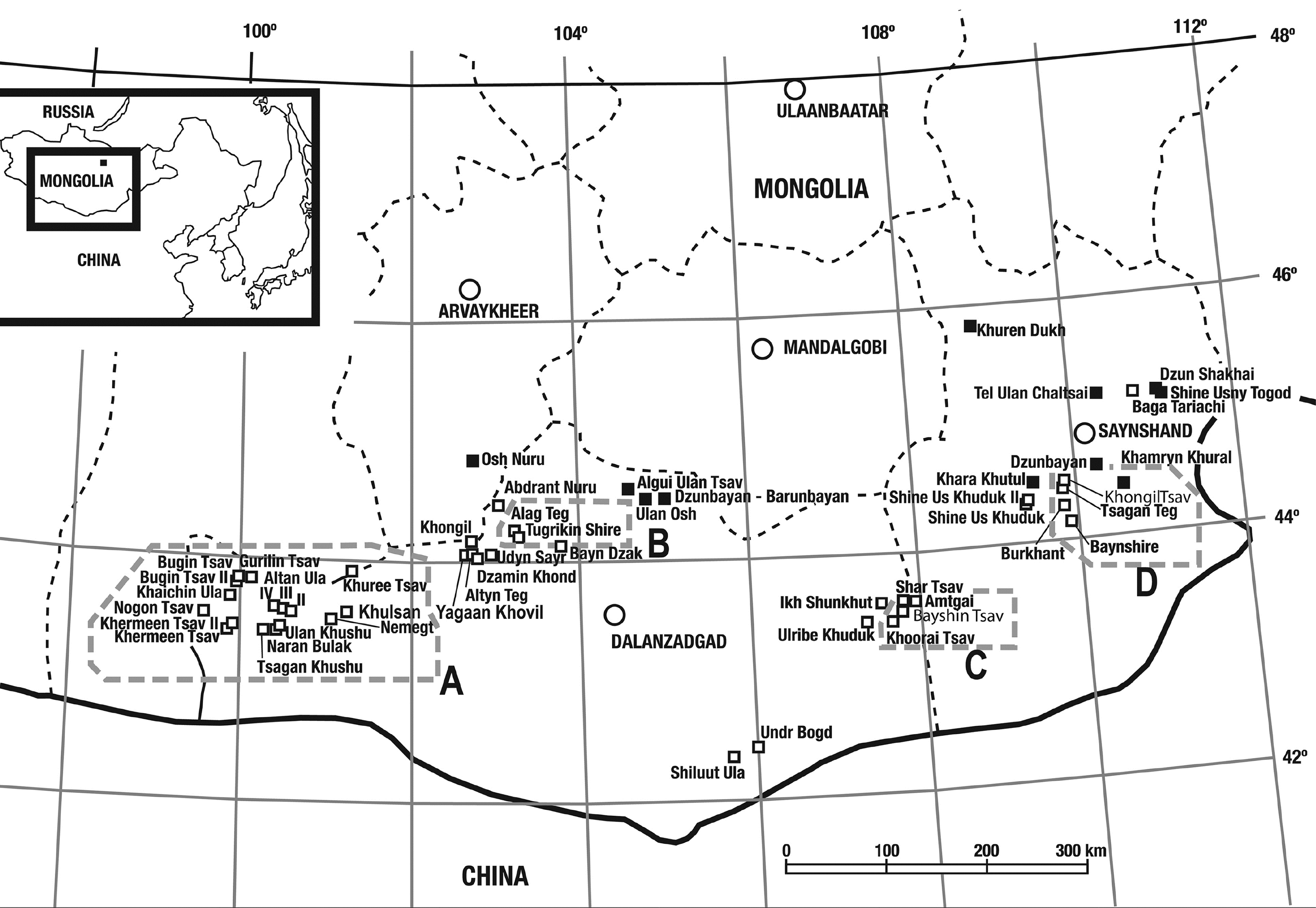
Localidades fósseis do Cretáceo na Mongólia; Fósseis de Therizinosaurus foram coletados das localidades de Altan Uul, Hermiin Tsav e Nemegt na área A (Formação Nemegt)

Em 1948, várias expedições paleontológicas mongóis organizadas pela Academia de Ciências da URSS foram realizadas na Formação Nemegt do Deserto de Gobi, no sudoeste da Mongólia, com o objetivo principal de encontrar novos fósseis. As expedições desenterraram numerosos fósseis de dinossauros e tartarugas da localidade do estratotipo Nemegt (também conhecido como Vale Nemegt), mas os elementos mais notáveis coletados foram três ungueais manuais parciais (ossos de garras) de tamanho considerável. Este conjunto de garras foi encontrado em uma subdivisão da localidade de Nemegt designada como Pedreira V perto do esqueleto de um grande terópode, mas também em associação com outros elementos, incluindo um fragmento de metacarpo e vários fragmentos de costelas. Foi rotulado com o número de espécime PIN 551-483 e, posteriormente, esses fósseis foram descritos pelo paleontólogo russo Evgeny Maleev em 1954, que os usou para nomear cientificamente o novo gênero e espécie-tipo Therizinosaurus cheloniformis, tornando-se o espécime holótipo. O nome genérico, Therizinosaurus, é derivado do grego θερίζω (therízo, que significa foice, colher ou cortar) e σαῦρος (sauros, que significa lagarto) em referência as enormes garras de suas patas dianteiras, e o nome específico, cheloniformis, é retirado do grego χελώνη (chelóni, que significa tartaruga) e formis latinos como os restos foram pensados para pertencer a um réptil semelhante a uma tartaruga. Maleev também cunhou uma família separada para este novo e enigmático táxon: Therizinosauridae. Como pouco se sabia sobre o Therizinosaurus na época da descrição original, Maleev pensou que o PIN 551-483 pertencia a um grande réptil semelhante a uma tartaruga de 4,5 m de comprimento que dependia de suas garras gigantes para colher algas marinhas.

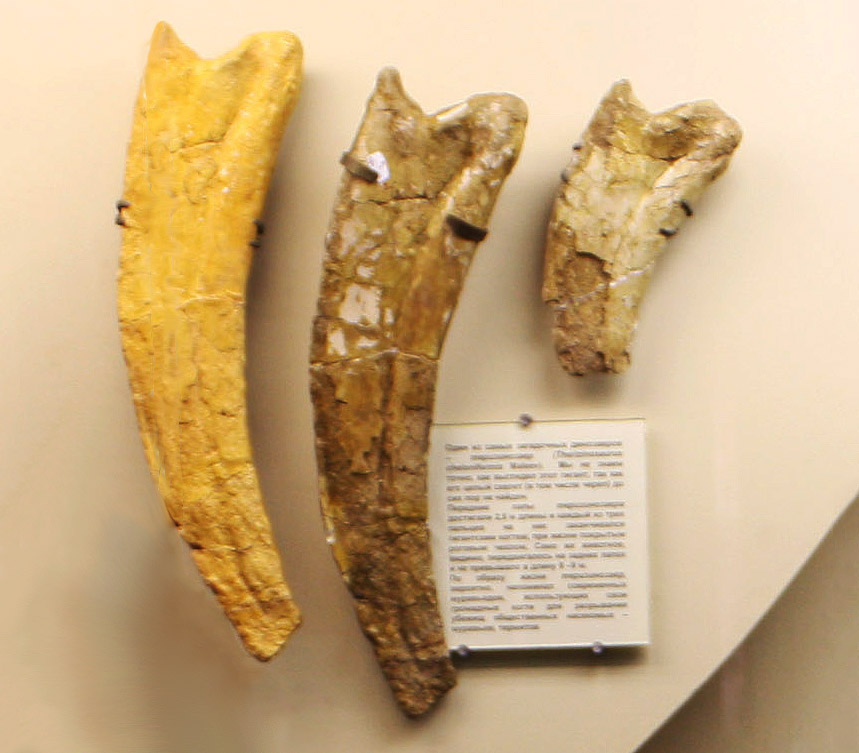
Holótipo das garras PIN 551–483 no Museu Paleontológico de Moscou; note a amostra da garra esquerda

Embora não fosse totalmente compreendido a que tipo geral de animal esses fósseis pertenciam, em 1970, o paleontólogo russo Anatoly K. Rozhdestvensky foi um dos primeiros autores a sugerir que o Therizinosaurus era um terópode e não uma tartaruga. Ele fez comparações entre o Chilantaisaurus e as garras do holótipo do Therizinosaurus para propor que os apêndices realmente vieram de um dinossauro carnosauriano, interpretando assim o Therizinosaurus como um terópode. Rozhdestvensky também ilustrou os três ossos de garras holotípicas e reidentificou o fragmento metacarpal como um osso metatarso, e baseado na forma incomum de ambos os fragmentos metatarsais e de costelas ele os listou como restos de saurópodes. Essas afinidades terópodes também foram seguidas pelo paleontólogo polonês Halszka Osmólska e co-autora Ewa Roniewicz em 1970 durante a nomeação e descrição de Deinocheirus - outro grande e enigmático terópode da formação que era inicialmente conhecido por braços parciais. Semelhante a Rozhdestvensky, eles sugeriram que o holótipo das garras era mais provável de ter pertencido a um terópode carnossauro, ao invés de uma grande tartaruga marinha.

### Espécimes adicionais

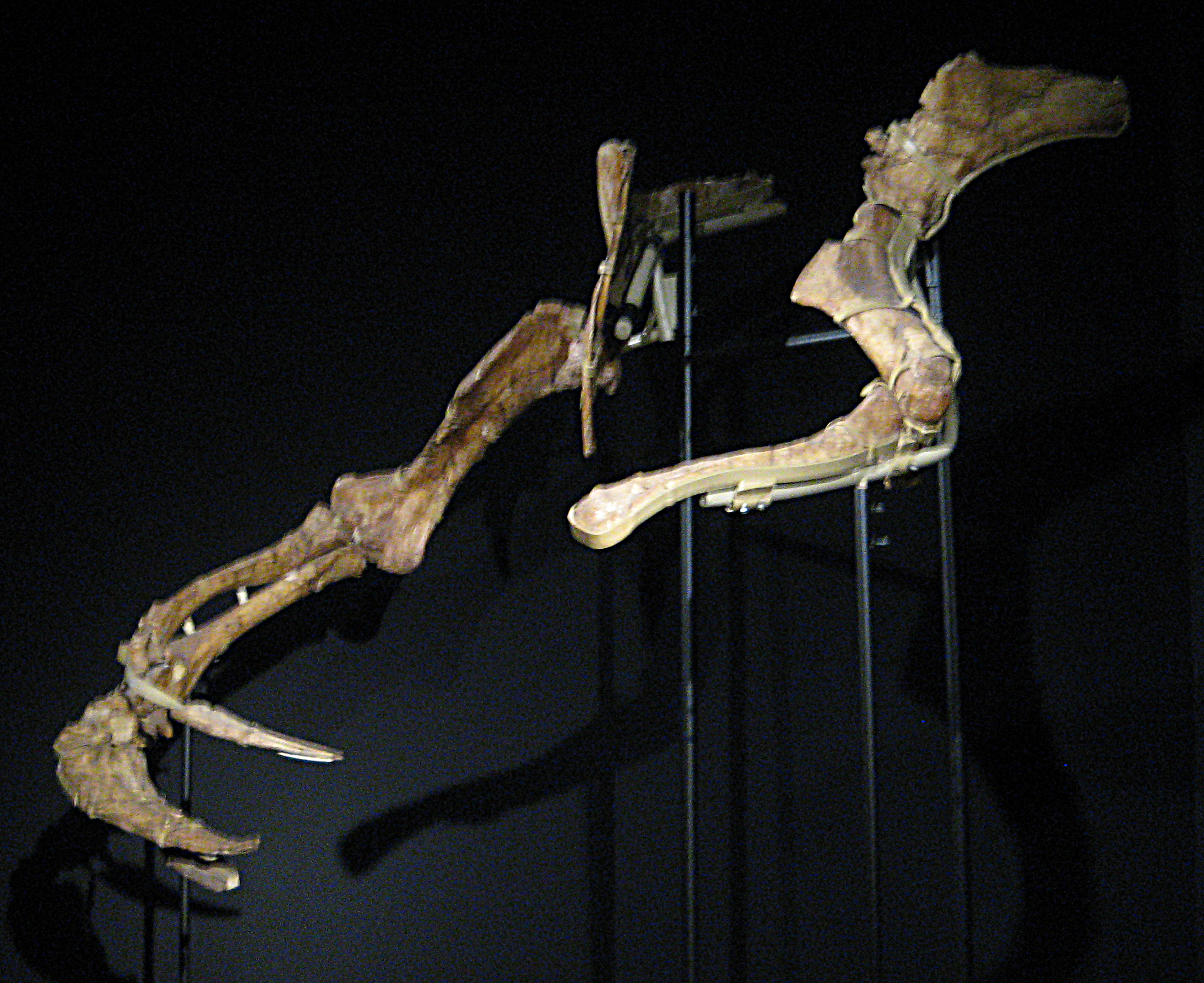
Braços do exemplar MPC-D 100/15 com ossos de garra 100/16 e 100/17 em CosmoCaixa Barcelona

Outras expedições na Formação Nemegt desenterraram mais fósseis de Therizinosaurus. Em 1968, antes das declarações de Rozhdestvensky, Osmólska e Roniewicz, a parte superior de uma garra foi encontrada na localidade de Altan Uul e rotulada como MPC-D 100/17 (anteriormente IGM ou GIN). Em 1972, outro fragmento de garra (espécime MPC-D 100/16) foi descoberto no Upper White Beds da localidade de Hermiin Tsav, preservando apenas sua porção inferior. Durante o ano de 1973, um espécime muito mais completo, maior e articulado foi coletado também de Hermiin Tsav. Este espécime foi rotulado como MPC-D 100/15 e consiste em ambos os braços esquerdo e direito, incluindo os escapulocoracoides, ambos os úmeros (ossos do braço), ulna direita com rádio e ulna esquerda, dois carpos direitos, o metacarpo direito incluindo um dígito completo Il, e algumas costelas com gastralia (costelas da barriga). Como é comum nos fósseis, alguns elementos não foram totalmente preservados, como os escapulocoracoides com extremidades quebradas, e o braço esquerdo está menos completo que o direito. Todos esses espécimes foram descritos pela primeira vez e encaminhados ao Therizinosaurus pelo paleontólogo mongol Rinchen Barsbold em 1976. Nesta nova monografia, ele apontou que os fragmentos de costela em MPC-D 100/15 eram mais delgados do que os do holótipo, e identificaram MPC-D 100/16 e 100/17 como pertencentes aos dígitos I e III, respectivamente. Ficou claro para Barsbold que MPC-D 100/15 representava Therizinosaurus como o osso da garra neste espécime compartilhava o alongamento e a morfologia achatada de todos os espécimes anteriores. Ele concluiu que o Therizinosaurus era um taxon terópode desde que MPC-D 100/15 correspondia a vários caracteres terópodes.
Também durante o ano de 1973, o espécime MPC-D 100/45 foi descoberto pela Expedição Paleontológica Conjunta Soviética-Mongol na localidade de Hermiin Tsav. Ao contrário dos achados anteriores, o MPC-D 100/45 é representado por um membro posterior direito composto por um fêmur muito fragmentado com a extremidade inferior da tíbia, astrágalo, calcâneo, tarso IV, um pé tetradacil funcional (quatro dedos) comprometendo quatro metatarsos, dígitos I e III parcialmente preservados e dígitos II e IV quase completos. Esses restos mais recentes foram descritos pelo paleontólogo também mongol Altangerel Perle em 1982. Ele considerou improvável o encaminhamento de Therizinosaurus e Therizinosauridae para Chelonia (ordem das tartarugas) e hipotetizou Therizinosaurus e Segnosaurus - no momento desta descrição considerado como um dinossauro terópode — ser particularmente semelhantes com base em sua respectiva morfologia escapulocoracóide, diferindo apenas em tamanho. Perle encaminhou o MPC-D 100/45 para o Therizinosaurus dado que este espécime foi encontrado perto da localização do MPC-D 100/15 e era virtualmente semelhante ao pes descrito para o Segnosaurus. Em 1990, Barsbold e Teresa Maryanska concordaram com Perle em que o material dos membros posteriores de Hermiin Tsav que ele descreveu em 1982 era therizinossauro (então chamado segnossauro), dado que o metatarso era atarracado e o astrágalo tinha um processo ascendente arqueado lateralmente (extensão óssea), mas colocou em dúvida o seu encaminhamento para Therizinosaurus e a identidade segnosauriana para este táxon, uma vez que só era conhecido a partir da cintura peitoral e outros elementos do membro anterior, impossibilitando comparações diretas entre os espécimes. Eles consideraram este espécime para representar um representante do Cretáceo Superior do Segnosauria, mas não Therizinosaurus.

## Descrição

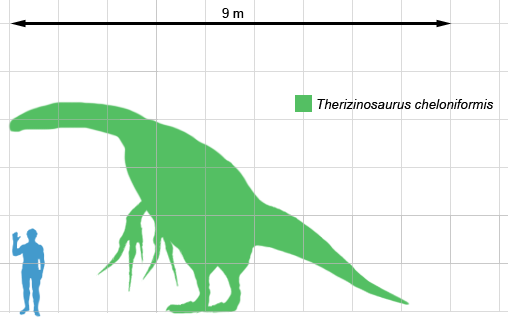
A comparação do tamanho do Therizinosaurus com o do humano

Para padrões de dinossauros de Maniraptora, Therizinosaurus obteve tamanhos enormes, estimados em atingir 9 a 10 m de comprimento com alturas estimadas de 4 a 5 m e pesos pesados de 3 t (3.000 kg) a possivelmente mais de 5 t (5.000 kg). Essas dimensões fazem do Therizinosaurus o maior therizinossauro conhecido e o maior maniraptorano conhecido. Junto com o ornithomimossauro contemporâneo Deinocheirus, foi o maior maniraptoriforme. Embora os restos do corpo do Therizinosaurus sejam relativamente incompletos, podem ser feitas inferências sobre suas características físicas com base em therizinossauros mais completos e relacionados. Como outros membros de sua família, o Therizinosaurus tinha um crânio proporcionalmente pequeno com uma ranfoteca (bico córneo) no topo de seu longo pescoço; marchas bípedes; uma grande barriga para processamento de folhagens; e franjas esparsas. Outras características que provavelmente estavam presentes no Therizinosaurus incluem uma coluna vertebral fortemente pneumatizada (cheia de ar) e uma pelve ofistopúbica (orientada para trás) de construção robusta.
Em 2010, Senter e James usaram equações de comprimento dos membros posteriores para prever o comprimento total dos membros posteriores em Therizinosaurus e Deinocheirus. Eles concluíram que um Therizinosaurus médio pode ter aproximadamente 3 m de comprimento de pernas. Mais recentemente, Mike Taylor e Matt Wedel sugeriram que todo o pescoço seria 2,9 vezes o tamanho do úmero, que era de 76 cm (760 mm), resultando em um pescoço de 2,2 m de comprimento com base em comparações com as vértebras cervicais série de Nanshiungosaurus. A característica mais distintiva do Therizinosaurus era a presença das garras gigantescas em cada um dos três dedos de suas mãos. Estas eram comuns entre os therizinossauros, mas particularmente grandes e enrijecidas no Therizinosaurus, e são considerados os mais longos conhecidos de qualquer animal terrestre.

## Classificação
Em 2010, Lindsay Zanno revisou a taxonomia dos therizinossauros em grande detalhe. Ela considerou que muitas partes do holótipo do Therizinosaurus e espécimes referidos foram perdidos ou danificados, e espécimes esparsos sem elementos sobrepostos eram desvantagens ao concluir as relações dos membros. Zanno aceitou o encaminhamento do espécime IGM 100/45 para Therizinosaurus, uma vez que corresponde a vários traços de therizinossaurídeos, mas decidiu não incluir o espécime em sua análise taxonômica devido à falta de restos comparativos de membros anteriores. Ela também excluiu as supostas costelas que estavam presentes no holótipo, uma vez que provavelmente vieram de um animal diferente e não do Therizinosaurus. Em 2019, Hartman e colegas também realizaram uma grande análise filogenética de Therizinosauria com base nos caracteres fornecidos por Zanno em sua revisão. Eles encontraram resultados semelhantes aos de Zanno em relação à família Therizinosauridae, mas desta vez com a inclusão de mais táxons e espécimes. O cladograma abaixo mostra a colocação do Therizinosaurus dentro do Therizinosauria de acordo com Hartman e colegas em 2019:

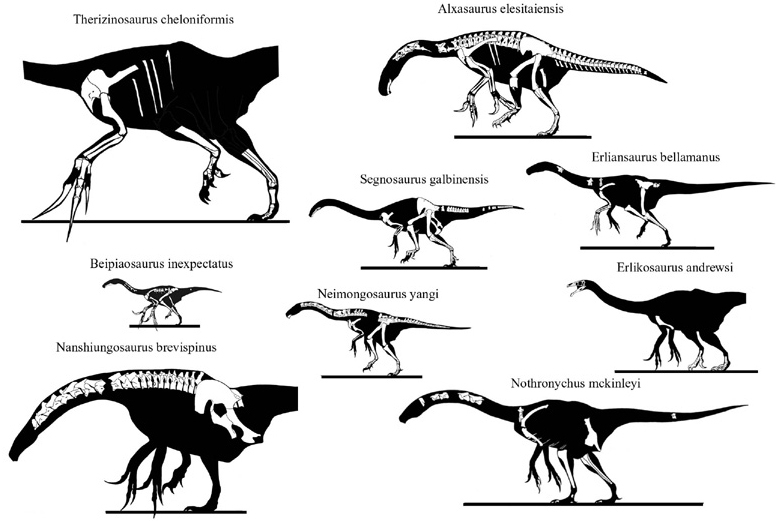
Reconstruções esqueléticas de vários gêneros therizinossauros (sem escala); Therizinosaurus no canto superior esquerdo

|         | Neimongosaurus                                                   |
|         |                                                                  |
| unnamed | \| \| Therizinosaurus \| \| \| \| \| \| Erliansaurus \| \| \| \| |
|         | \| \| Therizinosaurus \| \| \| \| \| \| Erliansaurus \| \| \| \| |
|         | Therizinosaurus                                                  |
|         |                                                                  |
|         | Erliansaurus                                                     |
|         |                                                                  |

|  | Therizinosaurus |
|  |                 |
|  | Erliansaurus    |
|  |                 |

|         | Neimongosaurus                                                   |
|         |                                                                  |
| unnamed | \| \| Therizinosaurus \| \| \| \| \| \| Erliansaurus \| \| \| \| |
|         | \| \| Therizinosaurus \| \| \| \| \| \| Erliansaurus \| \| \| \| |
|         | Therizinosaurus                                                  |
|         |                                                                  |
|         | Erliansaurus                                                     |
|         |                                                                  |

|  | Therizinosaurus |
|  |                 |
|  | Erliansaurus    |
|  |                 |

|  | Segnosaurus |
|  |             |
|  | AMNH 6368   |
|  |             |

|         | Erlikosaurus                                                                         |
|         |                                                                                      |
| unnamed | \| \| "Nanshiungosaurus" bohlini \| \| \| \| \| \| Nothronychus graffami \| \| \| \| |
|         | \| \| "Nanshiungosaurus" bohlini \| \| \| \| \| \| Nothronychus graffami \| \| \| \| |
|         | "Nanshiungosaurus" bohlini                                                           |
|         |                                                                                      |
|         | Nothronychus graffami                                                                |
|         |                                                                                      |

|  | "Nanshiungosaurus" bohlini |
|  |                            |
|  | Nothronychus graffami      |
|  |                            |

|         | Erlikosaurus                                                                         |
|         |                                                                                      |
| unnamed | \| \| "Nanshiungosaurus" bohlini \| \| \| \| \| \| Nothronychus graffami \| \| \| \| |
|         | \| \| "Nanshiungosaurus" bohlini \| \| \| \| \| \| Nothronychus graffami \| \| \| \| |
|         | "Nanshiungosaurus" bohlini                                                           |
|         |                                                                                      |
|         | Nothronychus graffami                                                                |
|         |                                                                                      |

|  | "Nanshiungosaurus" bohlini |
|  |                            |
|  | Nothronychus graffami      |
|  |                            |

|         | Erlikosaurus                                                                         |
|         |                                                                                      |
| unnamed | \| \| "Nanshiungosaurus" bohlini \| \| \| \| \| \| Nothronychus graffami \| \| \| \| |
|         | \| \| "Nanshiungosaurus" bohlini \| \| \| \| \| \| Nothronychus graffami \| \| \| \| |
|         | "Nanshiungosaurus" bohlini                                                           |
|         |                                                                                      |
|         | Nothronychus graffami                                                                |
|         |                                                                                      |

|  | "Nanshiungosaurus" bohlini |
|  |                            |
|  | Nothronychus graffami      |
|  |                            |

|         | Erlikosaurus                                                                         |
|         |                                                                                      |
| unnamed | \| \| "Nanshiungosaurus" bohlini \| \| \| \| \| \| Nothronychus graffami \| \| \| \| |
|         | \| \| "Nanshiungosaurus" bohlini \| \| \| \| \| \| Nothronychus graffami \| \| \| \| |
|         | "Nanshiungosaurus" bohlini                                                           |
|         |                                                                                      |
|         | Nothronychus graffami                                                                |
|         |                                                                                      |

|  | "Nanshiungosaurus" bohlini |
|  |                            |
|  | Nothronychus graffami      |
|  |                            |

|  | Segnosaurus |
|  |             |
|  | AMNH 6368   |
|  |             |

|         | Erlikosaurus                                                                         |
|         |                                                                                      |
| unnamed | \| \| "Nanshiungosaurus" bohlini \| \| \| \| \| \| Nothronychus graffami \| \| \| \| |
|         | \| \| "Nanshiungosaurus" bohlini \| \| \| \| \| \| Nothronychus graffami \| \| \| \| |
|         | "Nanshiungosaurus" bohlini                                                           |
|         |                                                                                      |
|         | Nothronychus graffami                                                                |
|         |                                                                                      |

|  | "Nanshiungosaurus" bohlini |
|  |                            |
|  | Nothronychus graffami      |
|  |                            |

|         | Erlikosaurus                                                                         |
|         |                                                                                      |
| unnamed | \| \| "Nanshiungosaurus" bohlini \| \| \| \| \| \| Nothronychus graffami \| \| \| \| |
|         | \| \| "Nanshiungosaurus" bohlini \| \| \| \| \| \| Nothronychus graffami \| \| \| \| |
|         | "Nanshiungosaurus" bohlini                                                           |
|         |                                                                                      |
|         | Nothronychus graffami                                                                |
|         |                                                                                      |

|  | "Nanshiungosaurus" bohlini |
|  |                            |
|  | Nothronychus graffami      |
|  |                            |

|         | Erlikosaurus                                                                         |
|         |                                                                                      |
| unnamed | \| \| "Nanshiungosaurus" bohlini \| \| \| \| \| \| Nothronychus graffami \| \| \| \| |
|         | \| \| "Nanshiungosaurus" bohlini \| \| \| \| \| \| Nothronychus graffami \| \| \| \| |
|         | "Nanshiungosaurus" bohlini                                                           |
|         |                                                                                      |
|         | Nothronychus graffami                                                                |
|         |                                                                                      |

|  | "Nanshiungosaurus" bohlini |
|  |                            |
|  | Nothronychus graffami      |
|  |                            |

|         | Erlikosaurus                                                                         |
|         |                                                                                      |
| unnamed | \| \| "Nanshiungosaurus" bohlini \| \| \| \| \| \| Nothronychus graffami \| \| \| \| |
|         | \| \| "Nanshiungosaurus" bohlini \| \| \| \| \| \| Nothronychus graffami \| \| \| \| |
|         | "Nanshiungosaurus" bohlini                                                           |
|         |                                                                                      |
|         | Nothronychus graffami                                                                |
|         |                                                                                      |

|  | "Nanshiungosaurus" bohlini |
|  |                            |
|  | Nothronychus graffami      |
|  |                            |

|  | Segnosaurus |
|  |             |
|  | AMNH 6368   |
|  |             |

|         | Erlikosaurus                                                                         |
|         |                                                                                      |
| unnamed | \| \| "Nanshiungosaurus" bohlini \| \| \| \| \| \| Nothronychus graffami \| \| \| \| |
|         | \| \| "Nanshiungosaurus" bohlini \| \| \| \| \| \| Nothronychus graffami \| \| \| \| |
|         | "Nanshiungosaurus" bohlini                                                           |
|         |                                                                                      |
|         | Nothronychus graffami                                                                |
|         |                                                                                      |

|  | "Nanshiungosaurus" bohlini |
|  |                            |
|  | Nothronychus graffami      |
|  |                            |

|         | Erlikosaurus                                                                         |
|         |                                                                                      |
| unnamed | \| \| "Nanshiungosaurus" bohlini \| \| \| \| \| \| Nothronychus graffami \| \| \| \| |
|         | \| \| "Nanshiungosaurus" bohlini \| \| \| \| \| \| Nothronychus graffami \| \| \| \| |
|         | "Nanshiungosaurus" bohlini                                                           |
|         |                                                                                      |
|         | Nothronychus graffami                                                                |
|         |                                                                                      |

|  | "Nanshiungosaurus" bohlini |
|  |                            |
|  | Nothronychus graffami      |
|  |                            |

|         | Erlikosaurus                                                                         |
|         |                                                                                      |
| unnamed | \| \| "Nanshiungosaurus" bohlini \| \| \| \| \| \| Nothronychus graffami \| \| \| \| |
|         | \| \| "Nanshiungosaurus" bohlini \| \| \| \| \| \| Nothronychus graffami \| \| \| \| |
|         | "Nanshiungosaurus" bohlini                                                           |
|         |                                                                                      |
|         | Nothronychus graffami                                                                |
|         |                                                                                      |

|  | "Nanshiungosaurus" bohlini |
|  |                            |
|  | Nothronychus graffami      |
|  |                            |

|         | Erlikosaurus                                                                         |
|         |                                                                                      |
| unnamed | \| \| "Nanshiungosaurus" bohlini \| \| \| \| \| \| Nothronychus graffami \| \| \| \| |
|         | \| \| "Nanshiungosaurus" bohlini \| \| \| \| \| \| Nothronychus graffami \| \| \| \| |
|         | "Nanshiungosaurus" bohlini                                                           |
|         |                                                                                      |
|         | Nothronychus graffami                                                                |
|         |                                                                                      |

|  | "Nanshiungosaurus" bohlini |
|  |                            |
|  | Nothronychus graffami      |
|  |                            |

|  | Segnosaurus |
|  |             |
|  | AMNH 6368   |
|  |             |

|         | Erlikosaurus                                                                         |
|         |                                                                                      |
| unnamed | \| \| "Nanshiungosaurus" bohlini \| \| \| \| \| \| Nothronychus graffami \| \| \| \| |
|         | \| \| "Nanshiungosaurus" bohlini \| \| \| \| \| \| Nothronychus graffami \| \| \| \| |
|         | "Nanshiungosaurus" bohlini                                                           |
|         |                                                                                      |
|         | Nothronychus graffami                                                                |
|         |                                                                                      |

|  | "Nanshiungosaurus" bohlini |
|  |                            |
|  | Nothronychus graffami      |
|  |                            |

|         | Erlikosaurus                                                                         |
|         |                                                                                      |
| unnamed | \| \| "Nanshiungosaurus" bohlini \| \| \| \| \| \| Nothronychus graffami \| \| \| \| |
|         | \| \| "Nanshiungosaurus" bohlini \| \| \| \| \| \| Nothronychus graffami \| \| \| \| |
|         | "Nanshiungosaurus" bohlini                                                           |
|         |                                                                                      |
|         | Nothronychus graffami                                                                |
|         |                                                                                      |

|  | "Nanshiungosaurus" bohlini |
|  |                            |
|  | Nothronychus graffami      |
|  |                            |

|         | Erlikosaurus                                                                         |
|         |                                                                                      |
| unnamed | \| \| "Nanshiungosaurus" bohlini \| \| \| \| \| \| Nothronychus graffami \| \| \| \| |
|         | \| \| "Nanshiungosaurus" bohlini \| \| \| \| \| \| Nothronychus graffami \| \| \| \| |
|         | "Nanshiungosaurus" bohlini                                                           |
|         |                                                                                      |
|         | Nothronychus graffami                                                                |
|         |                                                                                      |

|  | "Nanshiungosaurus" bohlini |
|  |                            |
|  | Nothronychus graffami      |
|  |                            |

|         | Erlikosaurus                                                                         |
|         |                                                                                      |
| unnamed | \| \| "Nanshiungosaurus" bohlini \| \| \| \| \| \| Nothronychus graffami \| \| \| \| |
|         | \| \| "Nanshiungosaurus" bohlini \| \| \| \| \| \| Nothronychus graffami \| \| \| \| |
|         | "Nanshiungosaurus" bohlini                                                           |
|         |                                                                                      |
|         | Nothronychus graffami                                                                |
|         |                                                                                      |

|  | "Nanshiungosaurus" bohlini |
|  |                            |
|  | Nothronychus graffami      |
|  |                            |

|  | Segnosaurus |
|  |             |
|  | AMNH 6368   |
|  |             |

|         | Erlikosaurus                                                                         |
|         |                                                                                      |
| unnamed | \| \| "Nanshiungosaurus" bohlini \| \| \| \| \| \| Nothronychus graffami \| \| \| \| |
|         | \| \| "Nanshiungosaurus" bohlini \| \| \| \| \| \| Nothronychus graffami \| \| \| \| |
|         | "Nanshiungosaurus" bohlini                                                           |
|         |                                                                                      |
|         | Nothronychus graffami                                                                |
|         |                                                                                      |

|  | "Nanshiungosaurus" bohlini |
|  |                            |
|  | Nothronychus graffami      |
|  |                            |

|         | Erlikosaurus                                                                         |
|         |                                                                                      |
| unnamed | \| \| "Nanshiungosaurus" bohlini \| \| \| \| \| \| Nothronychus graffami \| \| \| \| |
|         | \| \| "Nanshiungosaurus" bohlini \| \| \| \| \| \| Nothronychus graffami \| \| \| \| |
|         | "Nanshiungosaurus" bohlini                                                           |
|         |                                                                                      |
|         | Nothronychus graffami                                                                |
|         |                                                                                      |

|  | "Nanshiungosaurus" bohlini |
|  |                            |
|  | Nothronychus graffami      |
|  |                            |

|         | Erlikosaurus                                                                         |
|         |                                                                                      |
| unnamed | \| \| "Nanshiungosaurus" bohlini \| \| \| \| \| \| Nothronychus graffami \| \| \| \| |
|         | \| \| "Nanshiungosaurus" bohlini \| \| \| \| \| \| Nothronychus graffami \| \| \| \| |
|         | "Nanshiungosaurus" bohlini                                                           |
|         |                                                                                      |
|         | Nothronychus graffami                                                                |
|         |                                                                                      |

|  | "Nanshiungosaurus" bohlini |
|  |                            |
|  | Nothronychus graffami      |
|  |                            |

|         | Erlikosaurus                                                                         |
|         |                                                                                      |
| unnamed | \| \| "Nanshiungosaurus" bohlini \| \| \| \| \| \| Nothronychus graffami \| \| \| \| |
|         | \| \| "Nanshiungosaurus" bohlini \| \| \| \| \| \| Nothronychus graffami \| \| \| \| |
|         | "Nanshiungosaurus" bohlini                                                           |
|         |                                                                                      |
|         | Nothronychus graffami                                                                |
|         |                                                                                      |

|  | "Nanshiungosaurus" bohlini |
|  |                            |
|  | Nothronychus graffami      |
|  |                            |

|  | Segnosaurus |
|  |             |
|  | AMNH 6368   |
|  |             |

|         | Erlikosaurus                                                                         |
|         |                                                                                      |
| unnamed | \| \| "Nanshiungosaurus" bohlini \| \| \| \| \| \| Nothronychus graffami \| \| \| \| |
|         | \| \| "Nanshiungosaurus" bohlini \| \| \| \| \| \| Nothronychus graffami \| \| \| \| |
|         | "Nanshiungosaurus" bohlini                                                           |
|         |                                                                                      |
|         | Nothronychus graffami                                                                |
|         |                                                                                      |

|  | "Nanshiungosaurus" bohlini |
|  |                            |
|  | Nothronychus graffami      |
|  |                            |

|         | Erlikosaurus                                                                         |
|         |                                                                                      |
| unnamed | \| \| "Nanshiungosaurus" bohlini \| \| \| \| \| \| Nothronychus graffami \| \| \| \| |
|         | \| \| "Nanshiungosaurus" bohlini \| \| \| \| \| \| Nothronychus graffami \| \| \| \| |
|         | "Nanshiungosaurus" bohlini                                                           |
|         |                                                                                      |
|         | Nothronychus graffami                                                                |
|         |                                                                                      |

|  | "Nanshiungosaurus" bohlini |
|  |                            |
|  | Nothronychus graffami      |
|  |                            |

|         | Erlikosaurus                                                                         |
|         |                                                                                      |
| unnamed | \| \| "Nanshiungosaurus" bohlini \| \| \| \| \| \| Nothronychus graffami \| \| \| \| |
|         | \| \| "Nanshiungosaurus" bohlini \| \| \| \| \| \| Nothronychus graffami \| \| \| \| |
|         | "Nanshiungosaurus" bohlini                                                           |
|         |                                                                                      |
|         | Nothronychus graffami                                                                |
|         |                                                                                      |

|  | "Nanshiungosaurus" bohlini |
|  |                            |
|  | Nothronychus graffami      |
|  |                            |

|         | Erlikosaurus                                                                         |
|         |                                                                                      |
| unnamed | \| \| "Nanshiungosaurus" bohlini \| \| \| \| \| \| Nothronychus graffami \| \| \| \| |
|         | \| \| "Nanshiungosaurus" bohlini \| \| \| \| \| \| Nothronychus graffami \| \| \| \| |
|         | "Nanshiungosaurus" bohlini                                                           |
|         |                                                                                      |
|         | Nothronychus graffami                                                                |
|         |                                                                                      |

|  | "Nanshiungosaurus" bohlini |
|  |                            |
|  | Nothronychus graffami      |
|  |                            |

|  | Segnosaurus |
|  |             |
|  | AMNH 6368   |
|  |             |

|         | Erlikosaurus                                                                         |
|         |                                                                                      |
| unnamed | \| \| "Nanshiungosaurus" bohlini \| \| \| \| \| \| Nothronychus graffami \| \| \| \| |
|         | \| \| "Nanshiungosaurus" bohlini \| \| \| \| \| \| Nothronychus graffami \| \| \| \| |
|         | "Nanshiungosaurus" bohlini                                                           |
|         |                                                                                      |
|         | Nothronychus graffami                                                                |
|         |                                                                                      |

|  | "Nanshiungosaurus" bohlini |
|  |                            |
|  | Nothronychus graffami      |
|  |                            |

|         | Erlikosaurus                                                                         |
|         |                                                                                      |
| unnamed | \| \| "Nanshiungosaurus" bohlini \| \| \| \| \| \| Nothronychus graffami \| \| \| \| |
|         | \| \| "Nanshiungosaurus" bohlini \| \| \| \| \| \| Nothronychus graffami \| \| \| \| |
|         | "Nanshiungosaurus" bohlini                                                           |
|         |                                                                                      |
|         | Nothronychus graffami                                                                |
|         |                                                                                      |

|  | "Nanshiungosaurus" bohlini |
|  |                            |
|  | Nothronychus graffami      |
|  |                            |

|         | Erlikosaurus                                                                         |
|         |                                                                                      |
| unnamed | \| \| "Nanshiungosaurus" bohlini \| \| \| \| \| \| Nothronychus graffami \| \| \| \| |
|         | \| \| "Nanshiungosaurus" bohlini \| \| \| \| \| \| Nothronychus graffami \| \| \| \| |
|         | "Nanshiungosaurus" bohlini                                                           |
|         |                                                                                      |
|         | Nothronychus graffami                                                                |
|         |                                                                                      |

|  | "Nanshiungosaurus" bohlini |
|  |                            |
|  | Nothronychus graffami      |
|  |                            |

|         | Erlikosaurus                                                                         |
|         |                                                                                      |
| unnamed | \| \| "Nanshiungosaurus" bohlini \| \| \| \| \| \| Nothronychus graffami \| \| \| \| |
|         | \| \| "Nanshiungosaurus" bohlini \| \| \| \| \| \| Nothronychus graffami \| \| \| \| |
|         | "Nanshiungosaurus" bohlini                                                           |
|         |                                                                                      |
|         | Nothronychus graffami                                                                |
|         |                                                                                      |

|  | "Nanshiungosaurus" bohlini |
|  |                            |
|  | Nothronychus graffami      |
|  |                            |

|  | Segnosaurus |
|  |             |
|  | AMNH 6368   |
|  |             |

|         | Erlikosaurus                                                                         |
|         |                                                                                      |
| unnamed | \| \| "Nanshiungosaurus" bohlini \| \| \| \| \| \| Nothronychus graffami \| \| \| \| |
|         | \| \| "Nanshiungosaurus" bohlini \| \| \| \| \| \| Nothronychus graffami \| \| \| \| |
|         | "Nanshiungosaurus" bohlini                                                           |
|         |                                                                                      |
|         | Nothronychus graffami                                                                |
|         |                                                                                      |

|  | "Nanshiungosaurus" bohlini |
|  |                            |
|  | Nothronychus graffami      |
|  |                            |

|         | Erlikosaurus                                                                         |
|         |                                                                                      |
| unnamed | \| \| "Nanshiungosaurus" bohlini \| \| \| \| \| \| Nothronychus graffami \| \| \| \| |
|         | \| \| "Nanshiungosaurus" bohlini \| \| \| \| \| \| Nothronychus graffami \| \| \| \| |
|         | "Nanshiungosaurus" bohlini                                                           |
|         |                                                                                      |
|         | Nothronychus graffami                                                                |
|         |                                                                                      |

|  | "Nanshiungosaurus" bohlini |
|  |                            |
|  | Nothronychus graffami      |
|  |                            |

|         | Erlikosaurus                                                                         |
|         |                                                                                      |
| unnamed | \| \| "Nanshiungosaurus" bohlini \| \| \| \| \| \| Nothronychus graffami \| \| \| \| |
|         | \| \| "Nanshiungosaurus" bohlini \| \| \| \| \| \| Nothronychus graffami \| \| \| \| |
|         | "Nanshiungosaurus" bohlini                                                           |
|         |                                                                                      |
|         | Nothronychus graffami                                                                |
|         |                                                                                      |

|  | "Nanshiungosaurus" bohlini |
|  |                            |
|  | Nothronychus graffami      |
|  |                            |

|         | Erlikosaurus                                                                         |
|         |                                                                                      |
| unnamed | \| \| "Nanshiungosaurus" bohlini \| \| \| \| \| \| Nothronychus graffami \| \| \| \| |
|         | \| \| "Nanshiungosaurus" bohlini \| \| \| \| \| \| Nothronychus graffami \| \| \| \| |
|         | "Nanshiungosaurus" bohlini                                                           |
|         |                                                                                      |
|         | Nothronychus graffami                                                                |
|         |                                                                                      |

|  | "Nanshiungosaurus" bohlini |
|  |                            |
|  | Nothronychus graffami      |
|  |                            |

|         | Neimongosaurus                                                   |
|         |                                                                  |
| unnamed | \| \| Therizinosaurus \| \| \| \| \| \| Erliansaurus \| \| \| \| |
|         | \| \| Therizinosaurus \| \| \| \| \| \| Erliansaurus \| \| \| \| |
|         | Therizinosaurus                                                  |
|         |                                                                  |
|         | Erliansaurus                                                     |
|         |                                                                  |

|  | Therizinosaurus |
|  |                 |
|  | Erliansaurus    |
|  |                 |

|         | Neimongosaurus                                                   |
|         |                                                                  |
| unnamed | \| \| Therizinosaurus \| \| \| \| \| \| Erliansaurus \| \| \| \| |
|         | \| \| Therizinosaurus \| \| \| \| \| \| Erliansaurus \| \| \| \| |
|         | Therizinosaurus                                                  |
|         |                                                                  |
|         | Erliansaurus                                                     |
|         |                                                                  |

|  | Therizinosaurus |
|  |                 |
|  | Erliansaurus    |
|  |                 |

|  | Segnosaurus |
|  |             |
|  | AMNH 6368   |
|  |             |

|         | Erlikosaurus                                                                         |
|         |                                                                                      |
| unnamed | \| \| "Nanshiungosaurus" bohlini \| \| \| \| \| \| Nothronychus graffami \| \| \| \| |
|         | \| \| "Nanshiungosaurus" bohlini \| \| \| \| \| \| Nothronychus graffami \| \| \| \| |
|         | "Nanshiungosaurus" bohlini                                                           |
|         |                                                                                      |
|         | Nothronychus graffami                                                                |
|         |                                                                                      |

|  | "Nanshiungosaurus" bohlini |
|  |                            |
|  | Nothronychus graffami      |
|  |                            |

|         | Erlikosaurus                                                                         |
|         |                                                                                      |
| unnamed | \| \| "Nanshiungosaurus" bohlini \| \| \| \| \| \| Nothronychus graffami \| \| \| \| |
|         | \| \| "Nanshiungosaurus" bohlini \| \| \| \| \| \| Nothronychus graffami \| \| \| \| |
|         | "Nanshiungosaurus" bohlini                                                           |
|         |                                                                                      |
|         | Nothronychus graffami                                                                |
|         |                                                                                      |

|  | "Nanshiungosaurus" bohlini |
|  |                            |
|  | Nothronychus graffami      |
|  |                            |

|         | Erlikosaurus                                                                         |
|         |                                                                                      |
| unnamed | \| \| "Nanshiungosaurus" bohlini \| \| \| \| \| \| Nothronychus graffami \| \| \| \| |
|         | \| \| "Nanshiungosaurus" bohlini \| \| \| \| \| \| Nothronychus graffami \| \| \| \| |
|         | "Nanshiungosaurus" bohlini                                                           |
|         |                                                                                      |
|         | Nothronychus graffami                                                                |
|         |                                                                                      |

|  | "Nanshiungosaurus" bohlini |
|  |                            |
|  | Nothronychus graffami      |
|  |                            |

|         | Erlikosaurus                                                                         |
|         |                                                                                      |
| unnamed | \| \| "Nanshiungosaurus" bohlini \| \| \| \| \| \| Nothronychus graffami \| \| \| \| |
|         | \| \| "Nanshiungosaurus" bohlini \| \| \| \| \| \| Nothronychus graffami \| \| \| \| |
|         | "Nanshiungosaurus" bohlini                                                           |
|         |                                                                                      |
|         | Nothronychus graffami                                                                |
|         |                                                                                      |

|  | "Nanshiungosaurus" bohlini |
|  |                            |
|  | Nothronychus graffami      |
|  |                            |

|  | Segnosaurus |
|  |             |
|  | AMNH 6368   |
|  |             |

|         | Erlikosaurus                                                                         |
|         |                                                                                      |
| unnamed | \| \| "Nanshiungosaurus" bohlini \| \| \| \| \| \| Nothronychus graffami \| \| \| \| |
|         | \| \| "Nanshiungosaurus" bohlini \| \| \| \| \| \| Nothronychus graffami \| \| \| \| |
|         | "Nanshiungosaurus" bohlini                                                           |
|         |                                                                                      |
|         | Nothronychus graffami                                                                |
|         |                                                                                      |

|  | "Nanshiungosaurus" bohlini |
|  |                            |
|  | Nothronychus graffami      |
|  |                            |

|         | Erlikosaurus                                                                         |
|         |                                                                                      |
| unnamed | \| \| "Nanshiungosaurus" bohlini \| \| \| \| \| \| Nothronychus graffami \| \| \| \| |
|         | \| \| "Nanshiungosaurus" bohlini \| \| \| \| \| \| Nothronychus graffami \| \| \| \| |
|         | "Nanshiungosaurus" bohlini                                                           |
|         |                                                                                      |
|         | Nothronychus graffami                                                                |
|         |                                                                                      |

|  | "Nanshiungosaurus" bohlini |
|  |                            |
|  | Nothronychus graffami      |
|  |                            |

|         | Erlikosaurus                                                                         |
|         |                                                                                      |
| unnamed | \| \| "Nanshiungosaurus" bohlini \| \| \| \| \| \| Nothronychus graffami \| \| \| \| |
|         | \| \| "Nanshiungosaurus" bohlini \| \| \| \| \| \| Nothronychus graffami \| \| \| \| |
|         | "Nanshiungosaurus" bohlini                                                           |
|         |                                                                                      |
|         | Nothronychus graffami                                                                |
|         |                                                                                      |

|  | "Nanshiungosaurus" bohlini |
|  |                            |
|  | Nothronychus graffami      |
|  |                            |

|         | Erlikosaurus                                                                         |
|         |                                                                                      |
| unnamed | \| \| "Nanshiungosaurus" bohlini \| \| \| \| \| \| Nothronychus graffami \| \| \| \| |
|         | \| \| "Nanshiungosaurus" bohlini \| \| \| \| \| \| Nothronychus graffami \| \| \| \| |
|         | "Nanshiungosaurus" bohlini                                                           |
|         |                                                                                      |
|         | Nothronychus graffami                                                                |
|         |                                                                                      |

|  | "Nanshiungosaurus" bohlini |
|  |                            |
|  | Nothronychus graffami      |
|  |                            |

|  | Segnosaurus |
|  |             |
|  | AMNH 6368   |
|  |             |

|         | Erlikosaurus                                                                         |
|         |                                                                                      |
| unnamed | \| \| "Nanshiungosaurus" bohlini \| \| \| \| \| \| Nothronychus graffami \| \| \| \| |
|         | \| \| "Nanshiungosaurus" bohlini \| \| \| \| \| \| Nothronychus graffami \| \| \| \| |
|         | "Nanshiungosaurus" bohlini                                                           |
|         |                                                                                      |
|         | Nothronychus graffami                                                                |
|         |                                                                                      |

|  | "Nanshiungosaurus" bohlini |
|  |                            |
|  | Nothronychus graffami      |
|  |                            |

|         | Erlikosaurus                                                                         |
|         |                                                                                      |
| unnamed | \| \| "Nanshiungosaurus" bohlini \| \| \| \| \| \| Nothronychus graffami \| \| \| \| |
|         | \| \| "Nanshiungosaurus" bohlini \| \| \| \| \| \| Nothronychus graffami \| \| \| \| |
|         | "Nanshiungosaurus" bohlini                                                           |
|         |                                                                                      |
|         | Nothronychus graffami                                                                |
|         |                                                                                      |

|  | "Nanshiungosaurus" bohlini |
|  |                            |
|  | Nothronychus graffami      |
|  |                            |

|         | Erlikosaurus                                                                         |
|         |                                                                                      |
| unnamed | \| \| "Nanshiungosaurus" bohlini \| \| \| \| \| \| Nothronychus graffami \| \| \| \| |
|         | \| \| "Nanshiungosaurus" bohlini \| \| \| \| \| \| Nothronychus graffami \| \| \| \| |
|         | "Nanshiungosaurus" bohlini                                                           |
|         |                                                                                      |
|         | Nothronychus graffami                                                                |
|         |                                                                                      |

|  | "Nanshiungosaurus" bohlini |
|  |                            |
|  | Nothronychus graffami      |
|  |                            |

|         | Erlikosaurus                                                                         |
|         |                                                                                      |
| unnamed | \| \| "Nanshiungosaurus" bohlini \| \| \| \| \| \| Nothronychus graffami \| \| \| \| |
|         | \| \| "Nanshiungosaurus" bohlini \| \| \| \| \| \| Nothronychus graffami \| \| \| \| |
|         | "Nanshiungosaurus" bohlini                                                           |
|         |                                                                                      |
|         | Nothronychus graffami                                                                |
|         |                                                                                      |

|  | "Nanshiungosaurus" bohlini |
|  |                            |
|  | Nothronychus graffami      |
|  |                            |

|  | Segnosaurus |
|  |             |
|  | AMNH 6368   |
|  |             |

|         | Erlikosaurus                                                                         |
|         |                                                                                      |
| unnamed | \| \| "Nanshiungosaurus" bohlini \| \| \| \| \| \| Nothronychus graffami \| \| \| \| |
|         | \| \| "Nanshiungosaurus" bohlini \| \| \| \| \| \| Nothronychus graffami \| \| \| \| |
|         | "Nanshiungosaurus" bohlini                                                           |
|         |                                                                                      |
|         | Nothronychus graffami                                                                |
|         |                                                                                      |

|  | "Nanshiungosaurus" bohlini |
|  |                            |
|  | Nothronychus graffami      |
|  |                            |

|         | Erlikosaurus                                                                         |
|         |                                                                                      |
| unnamed | \| \| "Nanshiungosaurus" bohlini \| \| \| \| \| \| Nothronychus graffami \| \| \| \| |
|         | \| \| "Nanshiungosaurus" bohlini \| \| \| \| \| \| Nothronychus graffami \| \| \| \| |
|         | "Nanshiungosaurus" bohlini                                                           |
|         |                                                                                      |
|         | Nothronychus graffami                                                                |
|         |                                                                                      |

|  | "Nanshiungosaurus" bohlini |
|  |                            |
|  | Nothronychus graffami      |
|  |                            |

|         | Erlikosaurus                                                                         |
|         |                                                                                      |
| unnamed | \| \| "Nanshiungosaurus" bohlini \| \| \| \| \| \| Nothronychus graffami \| \| \| \| |
|         | \| \| "Nanshiungosaurus" bohlini \| \| \| \| \| \| Nothronychus graffami \| \| \| \| |
|         | "Nanshiungosaurus" bohlini                                                           |
|         |                                                                                      |
|         | Nothronychus graffami                                                                |
|         |                                                                                      |

|  | "Nanshiungosaurus" bohlini |
|  |                            |
|  | Nothronychus graffami      |
|  |                            |

|         | Erlikosaurus                                                                         |
|         |                                                                                      |
| unnamed | \| \| "Nanshiungosaurus" bohlini \| \| \| \| \| \| Nothronychus graffami \| \| \| \| |
|         | \| \| "Nanshiungosaurus" bohlini \| \| \| \| \| \| Nothronychus graffami \| \| \| \| |
|         | "Nanshiungosaurus" bohlini                                                           |
|         |                                                                                      |
|         | Nothronychus graffami                                                                |
|         |                                                                                      |

|  | "Nanshiungosaurus" bohlini |
|  |                            |
|  | Nothronychus graffami      |
|  |                            |

|  | Segnosaurus |
|  |             |
|  | AMNH 6368   |
|  |             |

|         | Erlikosaurus                                                                         |
|         |                                                                                      |
| unnamed | \| \| "Nanshiungosaurus" bohlini \| \| \| \| \| \| Nothronychus graffami \| \| \| \| |
|         | \| \| "Nanshiungosaurus" bohlini \| \| \| \| \| \| Nothronychus graffami \| \| \| \| |
|         | "Nanshiungosaurus" bohlini                                                           |
|         |                                                                                      |
|         | Nothronychus graffami                                                                |
|         |                                                                                      |

|  | "Nanshiungosaurus" bohlini |
|  |                            |
|  | Nothronychus graffami      |
|  |                            |

|         | Erlikosaurus                                                                         |
|         |                                                                                      |
| unnamed | \| \| "Nanshiungosaurus" bohlini \| \| \| \| \| \| Nothronychus graffami \| \| \| \| |
|         | \| \| "Nanshiungosaurus" bohlini \| \| \| \| \| \| Nothronychus graffami \| \| \| \| |
|         | "Nanshiungosaurus" bohlini                                                           |
|         |                                                                                      |
|         | Nothronychus graffami                                                                |
|         |                                                                                      |

|  | "Nanshiungosaurus" bohlini |
|  |                            |
|  | Nothronychus graffami      |
|  |                            |

|         | Erlikosaurus                                                                         |
|         |                                                                                      |
| unnamed | \| \| "Nanshiungosaurus" bohlini \| \| \| \| \| \| Nothronychus graffami \| \| \| \| |
|         | \| \| "Nanshiungosaurus" bohlini \| \| \| \| \| \| Nothronychus graffami \| \| \| \| |
|         | "Nanshiungosaurus" bohlini                                                           |
|         |                                                                                      |
|         | Nothronychus graffami                                                                |
|         |                                                                                      |

|  | "Nanshiungosaurus" bohlini |
|  |                            |
|  | Nothronychus graffami      |
|  |                            |

|         | Erlikosaurus                                                                         |
|         |                                                                                      |
| unnamed | \| \| "Nanshiungosaurus" bohlini \| \| \| \| \| \| Nothronychus graffami \| \| \| \| |
|         | \| \| "Nanshiungosaurus" bohlini \| \| \| \| \| \| Nothronychus graffami \| \| \| \| |
|         | "Nanshiungosaurus" bohlini                                                           |
|         |                                                                                      |
|         | Nothronychus graffami                                                                |
|         |                                                                                      |

|  | "Nanshiungosaurus" bohlini |
|  |                            |
|  | Nothronychus graffami      |
|  |                            |

|  | Segnosaurus |
|  |             |
|  | AMNH 6368   |
|  |             |

|         | Erlikosaurus                                                                         |
|         |                                                                                      |
| unnamed | \| \| "Nanshiungosaurus" bohlini \| \| \| \| \| \| Nothronychus graffami \| \| \| \| |
|         | \| \| "Nanshiungosaurus" bohlini \| \| \| \| \| \| Nothronychus graffami \| \| \| \| |
|         | "Nanshiungosaurus" bohlini                                                           |
|         |                                                                                      |
|         | Nothronychus graffami                                                                |
|         |                                                                                      |

|  | "Nanshiungosaurus" bohlini |
|  |                            |
|  | Nothronychus graffami      |
|  |                            |

|         | Erlikosaurus                                                                         |
|         |                                                                                      |
| unnamed | \| \| "Nanshiungosaurus" bohlini \| \| \| \| \| \| Nothronychus graffami \| \| \| \| |
|         | \| \| "Nanshiungosaurus" bohlini \| \| \| \| \| \| Nothronychus graffami \| \| \| \| |
|         | "Nanshiungosaurus" bohlini                                                           |
|         |                                                                                      |
|         | Nothronychus graffami                                                                |
|         |                                                                                      |

|  | "Nanshiungosaurus" bohlini |
|  |                            |
|  | Nothronychus graffami      |
|  |                            |

|         | Erlikosaurus                                                                         |
|         |                                                                                      |
| unnamed | \| \| "Nanshiungosaurus" bohlini \| \| \| \| \| \| Nothronychus graffami \| \| \| \| |
|         | \| \| "Nanshiungosaurus" bohlini \| \| \| \| \| \| Nothronychus graffami \| \| \| \| |
|         | "Nanshiungosaurus" bohlini                                                           |
|         |                                                                                      |
|         | Nothronychus graffami                                                                |
|         |                                                                                      |

|  | "Nanshiungosaurus" bohlini |
|  |                            |
|  | Nothronychus graffami      |
|  |                            |

|         | Erlikosaurus                                                                         |
|         |                                                                                      |
| unnamed | \| \| "Nanshiungosaurus" bohlini \| \| \| \| \| \| Nothronychus graffami \| \| \| \| |
|         | \| \| "Nanshiungosaurus" bohlini \| \| \| \| \| \| Nothronychus graffami \| \| \| \| |
|         | "Nanshiungosaurus" bohlini                                                           |
|         |                                                                                      |
|         | Nothronychus graffami                                                                |
|         |                                                                                      |

|  | "Nanshiungosaurus" bohlini |
|  |                            |
|  | Nothronychus graffami      |
|  |                            |

|  | Segnosaurus |
|  |             |
|  | AMNH 6368   |
|  |             |

|         | Erlikosaurus                                                                         |
|         |                                                                                      |
| unnamed | \| \| "Nanshiungosaurus" bohlini \| \| \| \| \| \| Nothronychus graffami \| \| \| \| |
|         | \| \| "Nanshiungosaurus" bohlini \| \| \| \| \| \| Nothronychus graffami \| \| \| \| |
|         | "Nanshiungosaurus" bohlini                                                           |
|         |                                                                                      |
|         | Nothronychus graffami                                                                |
|         |                                                                                      |

|  | "Nanshiungosaurus" bohlini |
|  |                            |
|  | Nothronychus graffami      |
|  |                            |

|         | Erlikosaurus                                                                         |
|         |                                                                                      |
| unnamed | \| \| "Nanshiungosaurus" bohlini \| \| \| \| \| \| Nothronychus graffami \| \| \| \| |
|         | \| \| "Nanshiungosaurus" bohlini \| \| \| \| \| \| Nothronychus graffami \| \| \| \| |
|         | "Nanshiungosaurus" bohlini                                                           |
|         |                                                                                      |
|         | Nothronychus graffami                                                                |
|         |                                                                                      |

|  | "Nanshiungosaurus" bohlini |
|  |                            |
|  | Nothronychus graffami      |
|  |                            |

|         | Erlikosaurus                                                                         |
|         |                                                                                      |
| unnamed | \| \| "Nanshiungosaurus" bohlini \| \| \| \| \| \| Nothronychus graffami \| \| \| \| |
|         | \| \| "Nanshiungosaurus" bohlini \| \| \| \| \| \| Nothronychus graffami \| \| \| \| |
|         | "Nanshiungosaurus" bohlini                                                           |
|         |                                                                                      |
|         | Nothronychus graffami                                                                |
|         |                                                                                      |

|  | "Nanshiungosaurus" bohlini |
|  |                            |
|  | Nothronychus graffami      |
|  |                            |

|         | Erlikosaurus                                                                         |
|         |                                                                                      |
| unnamed | \| \| "Nanshiungosaurus" bohlini \| \| \| \| \| \| Nothronychus graffami \| \| \| \| |
|         | \| \| "Nanshiungosaurus" bohlini \| \| \| \| \| \| Nothronychus graffami \| \| \| \| |
|         | "Nanshiungosaurus" bohlini                                                           |
|         |                                                                                      |
|         | Nothronychus graffami                                                                |
|         |                                                                                      |

|  | "Nanshiungosaurus" bohlini |
|  |                            |
|  | Nothronychus graffami      |
|  |                            |

|  | Segnosaurus |
|  |             |
|  | AMNH 6368   |
|  |             |

|         | Erlikosaurus                                                                         |
|         |                                                                                      |
| unnamed | \| \| "Nanshiungosaurus" bohlini \| \| \| \| \| \| Nothronychus graffami \| \| \| \| |
|         | \| \| "Nanshiungosaurus" bohlini \| \| \| \| \| \| Nothronychus graffami \| \| \| \| |
|         | "Nanshiungosaurus" bohlini                                                           |
|         |                                                                                      |
|         | Nothronychus graffami                                                                |
|         |                                                                                      |

|  | "Nanshiungosaurus" bohlini |
|  |                            |
|  | Nothronychus graffami      |
|  |                            |

|         | Erlikosaurus                                                                         |
|         |                                                                                      |
| unnamed | \| \| "Nanshiungosaurus" bohlini \| \| \| \| \| \| Nothronychus graffami \| \| \| \| |
|         | \| \| "Nanshiungosaurus" bohlini \| \| \| \| \| \| Nothronychus graffami \| \| \| \| |
|         | "Nanshiungosaurus" bohlini                                                           |
|         |                                                                                      |
|         | Nothronychus graffami                                                                |
|         |                                                                                      |

|  | "Nanshiungosaurus" bohlini |
|  |                            |
|  | Nothronychus graffami      |
|  |                            |

|         | Erlikosaurus                                                                         |
|         |                                                                                      |
| unnamed | \| \| "Nanshiungosaurus" bohlini \| \| \| \| \| \| Nothronychus graffami \| \| \| \| |
|         | \| \| "Nanshiungosaurus" bohlini \| \| \| \| \| \| Nothronychus graffami \| \| \| \| |
|         | "Nanshiungosaurus" bohlini                                                           |
|         |                                                                                      |
|         | Nothronychus graffami                                                                |
|         |                                                                                      |

|  | "Nanshiungosaurus" bohlini |
|  |                            |
|  | Nothronychus graffami      |
|  |                            |

|         | Erlikosaurus                                                                         |
|         |                                                                                      |
| unnamed | \| \| "Nanshiungosaurus" bohlini \| \| \| \| \| \| Nothronychus graffami \| \| \| \| |
|         | \| \| "Nanshiungosaurus" bohlini \| \| \| \| \| \| Nothronychus graffami \| \| \| \| |
|         | "Nanshiungosaurus" bohlini                                                           |
|         |                                                                                      |
|         | Nothronychus graffami                                                                |
|         |                                                                                      |

|  | "Nanshiungosaurus" bohlini |
|  |                            |
|  | Nothronychus graffami      |
|  |                            |